# Finn Eriksen
Gunnar Olaf Finn Eriksen, född 28 februari 1909 i Narvik, död 8 december 1970 i Oslo, var en norsk skulptör.
Han var son till Harder Olaus Eriksen och Olga Gurine Eriksen samt gift med Kirsten Sørensen. Han studerade konst vid Statens håndverks- og kunstindustriskole 1928-1929 och för Wilhelm Rasmussen vid Statens Kunstakademi 1930–1933.
Han medverkade i Statens Kunstutstilling första gången 1933 och kom att medverka där fram 1971. Han medverkade i bland annat Norsk Skulptur som visades på  Kunstnernes Hus 1934, Den Officielle Norske Kunstudstilling i Köpenhamn 1947, Norsk nutidskonst i Stockholm och Göteborg 1951 och Norsk Skulptur som visades på Nordjyllands Kunstmuseum i Aalborg 1972. Till hans offentliga arbeten hör bland annat ett krigsminnesmonument i Ålesund, monumentet över general Carl Gustav Fleischer i Harstad, Frihetsmonumentet på torget i Narvik och reliefer för rådhuset i Kirkenes. Eriksen är representerad vid bland annat Nasjonalgalleriet.